# Centro Excursionista de Cataluña

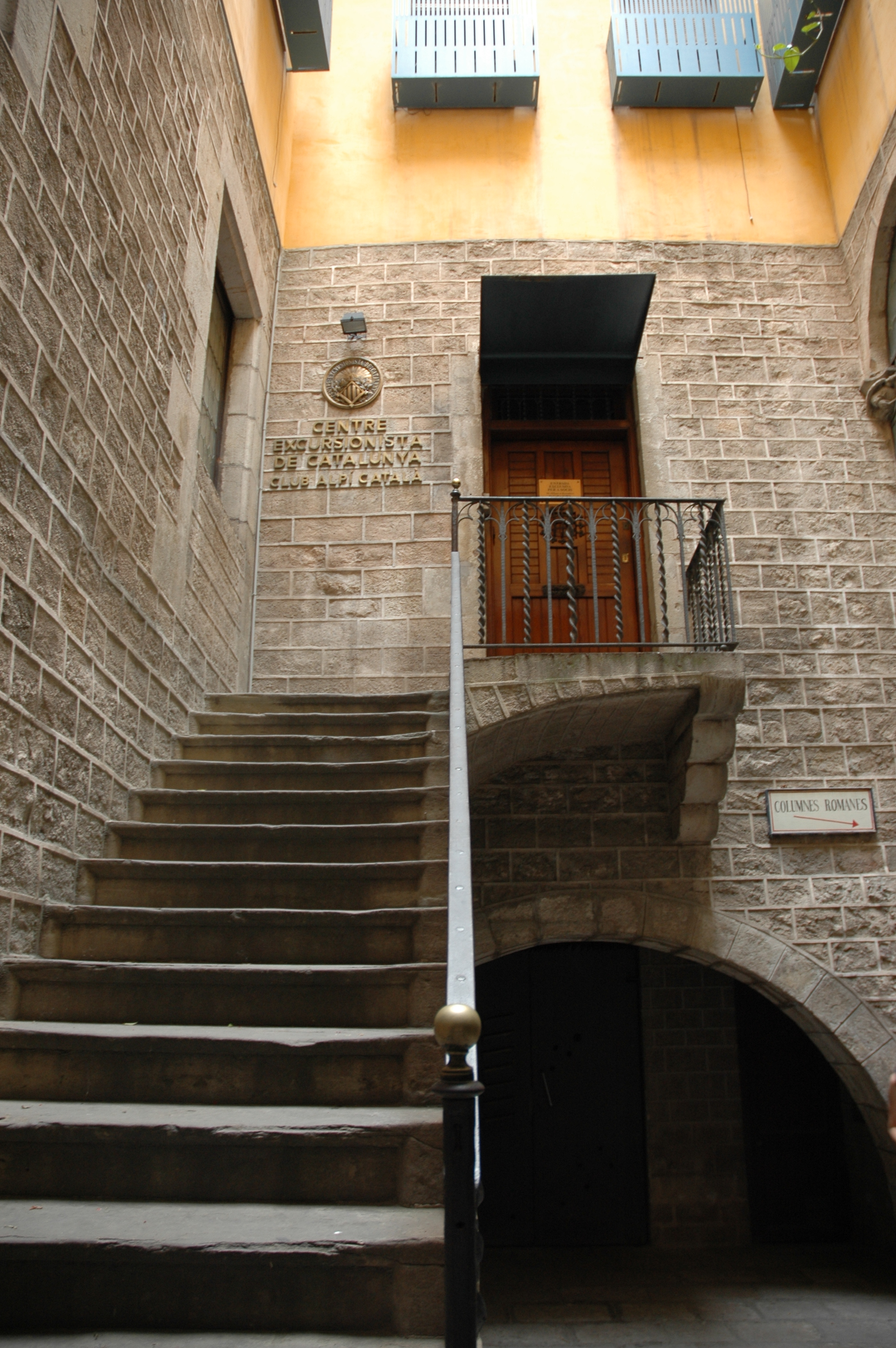
Entrada a la sede del CEC.

El Centro Excursionista de Cataluña es una organización excursionista fundada en 1891 a partir de la fusión de la Asociación Catalanista de Excursiones Científicas y la Associació d'Excursions Catalana.

## Historia
Tiene como antecedente a la Asociación Catalanista de Excursiones Científicas, fundada en 1876 por Pau Gibert, Josep Fiter, Eudald Canivell, Romà Amet, Marçal Ambrós y Ramon Ambrós después de una excursión al Montgat, cuando decidieron crear una entidad que hiciera salidas para estudiar las riquezas de Cataluña bajo los diferentes aspectos científicos, literarios y culturales.

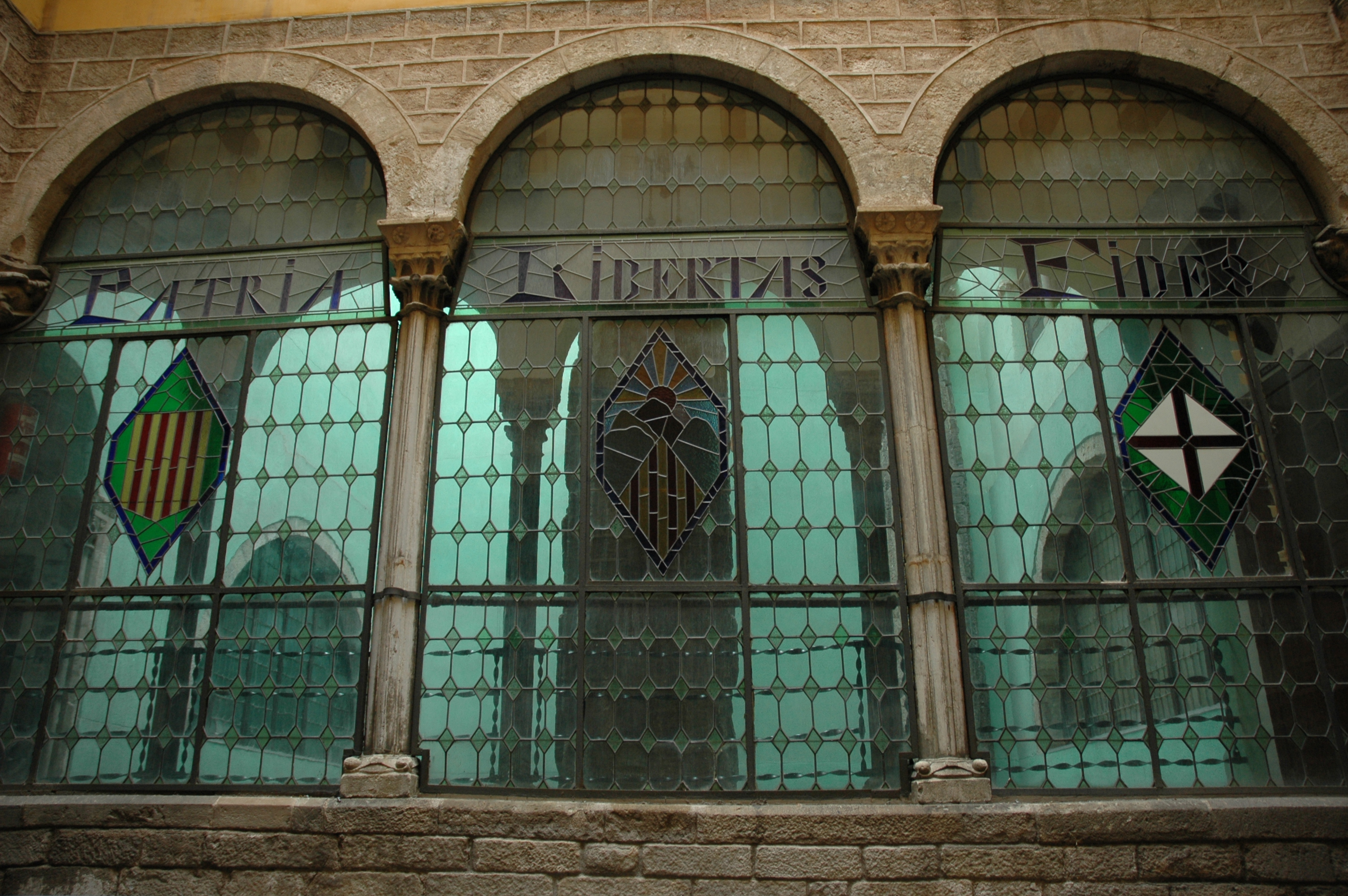
Vidrieras a la entrada.

El 1878 se escindió de ella la Associació d'Excursions Catalana, pero en 1890 los presidentes de las dos asociaciones, Francesc Ubach y Francesc Maspons, acordaron la fusión en una sola entidad y adopta el nombre actual, bajo el patrocinio de Antoni Rubió i Lluch, que será el primer presidente. Realiza todo tipo de actividades culturales y deportivas con la montaña como protagonista.

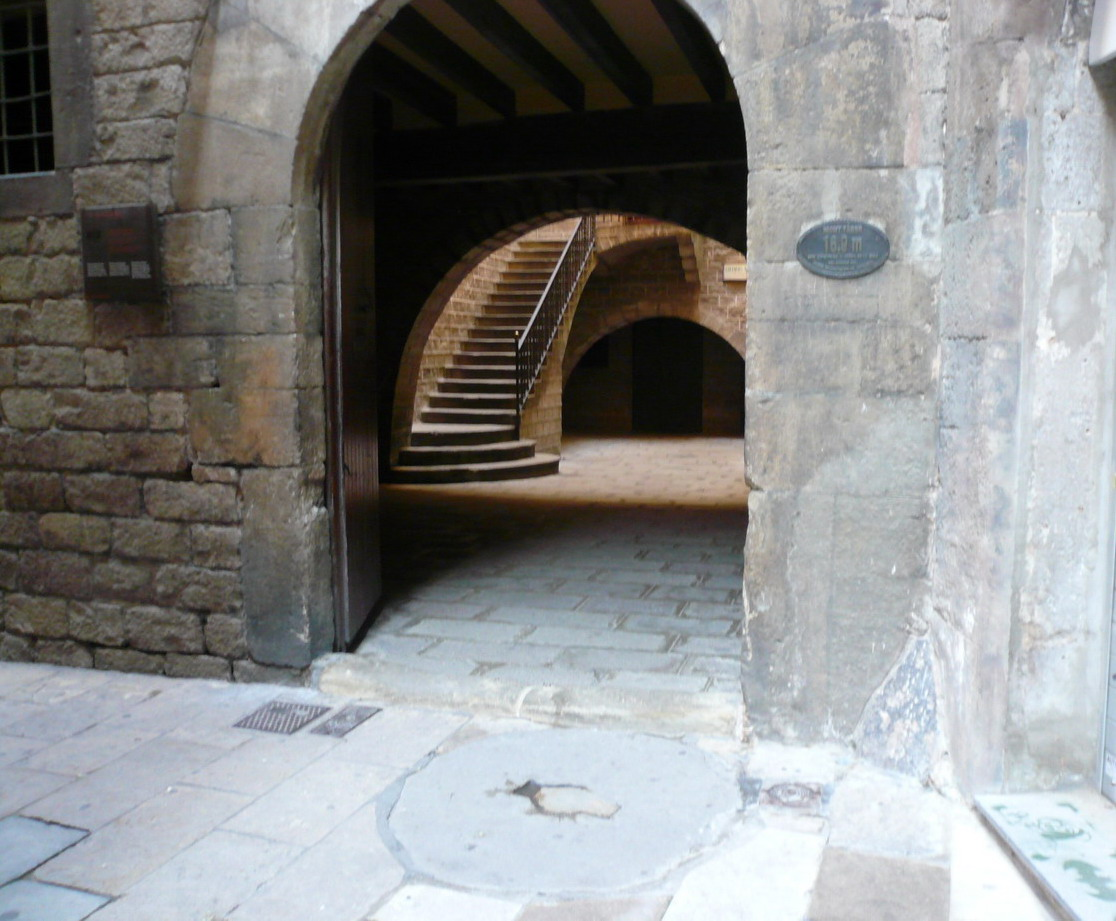
La entrada en la sede del CEC a la calle del Paradís. La losa en el suelo ante la puerta que señala la cumbre del monte Taber.

En 1891 cedió su local para dar conferencias de la campaña lingüística de L'Avenç, y organizó cursillos de varias especialidades por figuras prestigiosas como Lluís Marià Vidal, Pompeu Fabra, Rossend Serra i Pagès, Jaume Massó i Torrents y Josep Ricart i Giralt. Estableció cursos regulares de historia y de literatura catalanas, de geología, de geografía, de botánica, de folclore y de arqueología. Acogió la etapa inicial de los Estudis Universitaris Catalans y desde 1891 publica el Butlletí del Centre Excursionista de Catalunya, dirigido inicialmente por Francesc Carreras i Candi, donde aparecieron monografías geográficas, históricas y arqueológicas, las guías de Artur Osona, Cèsar August Torres y Eduard Vidal i Ribas. También inició la espeleología en Cataluña bajo el impulso de Norbert Font i Sagué.
En sus locales y bajo su patrocinio se fundaron el Instituto de Estudios Catalanes y se celebró el Primer Congreso Internacional de la Lengua Catalana. Desde 1904 se organiza en secciones, y entre ellas la Sección de Deportes de Montaña popularizó el alpinismo y los deportes de nieve, a la vez que organizaban una red de chalés-refugio de montaña.
Durante la posguerra, so pretexto de conocer la toponimia de los lugares geográficos, fueron los primeros en impartir clases de catalán. En 2002 tenía 5500 socios. En 1983 recibió el Premio Cruz de San Jorge, en 1981 el Premio de Honor Jaime I y en 1999 la medalla de la UNESCO.

## Presidentes
- Antoni Rubió i Lluch (1890-1896)
- Lluís Marià Vidal i Carreras (1896-1900)
- Ramon Picó i Campamar (1900-1902)
- Joan Ruiz i Puerta (1923-1925)
- Francesc de Paula Maspons i Anglasell (1927-1931)
- Pau Vila i Dinarès (1938)